# Pomnik Żołnierzy Radzieckich w Mikolinie
Pomnik Żołnierzy Radzieckich w Mikolinie – pomnik w miejscowości Mikolin, poświęcony pamięci żołnierzy Pierwszego Ukraińskiego Frontu Armii Czerwonej, poległych w dniach 23–30 stycznia 1945 roku, podczas forsowania Odry na odcinku od Lipek do Żelaznej pod Opolem.

## Napisy
Na pomniku umieszczono następujące napisy w języku rosyjskim:
- Na przedniej (północnej) ścianie kolumny pomnika znajduje się napis:

Героям – Победителям над немецко-фашистскими захватчиками доблестным воинам первого украинского фронта. С боями форсировавших реку Одер в феврале 1945 года. Первый украинский фронт, 1945 г.

trb. Gierojam – Pobieditielam nad niemiecko-faszystskimi zachwatczikami doblestnym woinam pierwogo ukrainskogo fronta. S bojami forsirowawszych rieku Odier w fiewrale 1945 goda. Pierwyj ukrainskij front, 1945 g.

(Bohaterom – Zwycięzcom nad niemiecko-faszystowskimi najeźdźcami dzielnym żołnierzom pierwszego frontu ukraińskiego. Z walkami forsowania rzeki Odry w lutym 1945 roku. Pierwszy Front Ukraiński, 1945 r.)
- Z tyłu pomnika (od południa) umieszczono napis:

Вечная слава героям павшим в боях за свободу и независимость нашей страны.

trb. Wiecznaja sława gierojam pawszym w bojach za swobodu i niezawisimost´ naszej strany.

(Wieczna sława bohaterom poległym w walkach o wolność i niepodległość naszego kraju).
- Na bocznej (wschodniej) ścianie pomnika umieszczono małą tablicę z następującym napisem:

Выполнено 39 Военно – Строит. отрядом. Строил стар. тех. лейт. Висневский В. Г. при активном содействии Бургомистра пана Дратва Мячислава. Август – Октябрь 1945 г.

trb. Wypołnieno 39 Wojenno – Stroit. otriadom. Stroił star. tiech. lejt. Wisniewskij W. G. pri aktiwnom sodiejstwii Burgomistra pana Dratwa Miaczisława. Awgust – Oktiabr´ 1945 g.

(Wykonała 39 Jednostka Wojsk Inżynieryjnych. Budował starszy tech. lejtnant W. G. Wisniewskij przy aktywnej pomocy burmistrza [pobliskiej Skorogoszczy] pana Mieczysława Dratwy. Sierpień–październik 1945 roku.)

## Historia walk podczas forsowania Odry
W końcowym etapie operacji wiślańsko-odrzańskiej czołowe oddziały 1 Frontu Ukraińskiego, zbliżyły się do linii Odry, na odcinku od Lipek do Żelaznej pod Opolem, gdzie niemal z marszu zaczęły przeprawiać się przez Odrę na jej lewy brzeg. Jedyna przeprawa mostowa na tym odcinku, w Mikolinie, została wysadzona przez Niemców w dniu 22 stycznia. W centrum pasa natarcia walczyły oddziały 5. Gwardyjskiej Armii. Początkowo czerwonoarmiści mieli trochę szczęścia, ponieważ pierwszy rzut zdołał pokonać zamarzniętą rzekę po lodzie. Jednak niebawem niemiecka artyleria skruszyła tę naturalną przeprawę. Historycy zgodni są co do tego, że w województwie opolskim najtrudniejsze walki toczyły się o przyczółki pod Lipkami, Skorogoszczą (Mikolinem i Golczowicami) i Żelazną. Niemcy na lewym brzegu Odry mieli przygotowane umocnienia polowe, zapory inżynierskie oraz silne punkty oporu w niektórych miejscowościach. Nad ranem 23 stycznia 1945 roku udało się czerwonoarmistom uchwycić przyczółek w Golczowicach. Terenu tego broniły: estoński kolaborancki 45 Ochotniczy Pułk Grenadierów SS, batalion niszczycieli czołgów, batalion saperów oraz kompania Volkssturmu, która to jednostka według niektórych źródeł była najliczniejszą z wymienionych.
Dowódca dwóch pułków radzieckich biorących udział w tych walkach – generał-major Wikentij Skryganow został tu śmiertelnie ranny odłamkiem pocisku artyleryjskiego. Był to jedyny radziecki generał poległy w województwie opolskim.
Po opanowaniu przyczółków na lewym brzegu Odry zaczęła wzrastać liczebność wojsk radzieckich. 27 stycznia 1945 atakując przy wsparciu czołgów od strony Golczowic zdobyli sąsiedni Mikolin. Te same oddziały wsparte dodatkowymi czołgami próbowały przedostać się 30 stycznia do Skorogoszczy. Jednak Niemcy, dobrze tu umocnieni, zdołali to uderzenie odeprzeć, Rosjanom nie powiodło się także dodatkowe natarcie od strony Naroka. 31 stycznia do walk w okolicach Skorogoszczy napłynęły nowe oddziały radzieckie, które miały nacierać w kierunku na Łosiów. Czerwonoarmiści napotkali tu duże trudności podczas kolejnego forsowania, tym razem Nysy Kłodzkiej. Jednak po 45-minutowym ostrzale artyleryjskim sforsowali Nysę Kłodzką od strony jej ujścia pod Skorogoszczą. W dniu 4 lutego, 55 Korpus Strzelców przy mocnym wsparciu ogniowym 18 Brygady Rakietowej zdobył Skorogoszcz oraz sąsiednią Chróścinę, Borkowice i Lewin Brzeski. 6 lutego czerwonoarmiści opanowali twierdzę Brzeg, będącą ważnym ogniwem w hitlerowskim systemie obronnym nad Odrą. W walkach o Brzeg życie swoje oddało około 400 czerwonoarmistów.

## Mity związane z forsowaniem Odry pod Mikolinem
Wokół pomnika i faktów które upamiętnia przez lata narosło wiele opowieści, przede wszystkim co do liczby żołnierzy poległych podczas forsowania Odry. Błędnie uważano, że zginęło w tym miejscu aż 40 000 żołnierzy, a mit ten znalazł się w wielu publikacjach i przewodnikach po regionie.
Radziecki demograf B.C. Urłanis w swojej książce 'Wojny a zaludnienie Europy (ros. Войны и народонаселение Европы) podaje przelicznik zabitych i rannych, wynoszący podczas działań frontowych minimum 1:3. To znaczy, że gdyby w okolicach Mikolina faktycznie poległo 40 000 żołnierzy, to przynajmniej trzy razy tyle musiałoby zostać rannych. Straty Armii Czerwonej wyniosłyby wówczas 160 000 ludzi. Dla porównania rzeczywiście największa bitwa na ziemiach polskich – 6 miesięcy walk na Wale Pomorskim – kosztowała życie 32 000 żołnierzy.
W okolicach Skorogoszczy poległo 325 żołnierzy radzieckich, których pochowano na cmentarzu w Skorogoszczy, skąd 12 i 13 sierpnia 1953 r. prochy ich ekshumowano i przeniesiono do Kluczborka na radziecki cmentarz wojenny. Oprócz tych poległych żołnierzy wielu zapewne utonęło podczas forsowania Odry i Nysy Kłodzkiej pod Skorogoszczą, tak więc straty były znacznie większe. Według historyków wojskowości była to liczba 600–700 poległych czerwonoarmistów. Porównując z Opolem, gdzie zginęło 300 radzieckich żołnierzy, z Brzegiem – 400, i innymi miejscami województwa, to walki w okolicach Skorogoszczy – Mikolina i tak pochłonęły najwięcej ofiar ludzkich, na pewno jednak nie można tych ofiar liczyć w dziesiątkach tysięcy.
Ponadto dowódca frontu – marszałek Iwan Koniew nawet nie wspomina o Mikolinie w swoich pamiętnikach. Milczą o nim również źródła niemieckie, a niemiecka propaganda u schyłku wojny na pewno nie przeoczyła by takiego sukcesu. O tej bitwie nie wspomina również generał major Hans von Ahlfen, autor relacji z walk o Popielów, Skorogoszcz i Mikolin, publikowanych w niemieckich wydawnictwach oraz powojennej prasie.

## Historia pomnika
Pomnik wybudowała w okresie sierpień–październik 1945 roku, stacjonująca w Skorogoszczy jednostka wojsk inżynieryjnych Armii Czerwonej (patrz dział: napisy). Już jesienią 1945 roku pomnik wita pierwszych składających hołd. Od tej pory staje się miejscem, gdzie władze miejscowe i wojewódzkie oraz młodzież i dzieci z okolicznych szkół przyjeżdżały składać kwiaty z okazji różnych rocznic, a żołnierze jednostek Północnej Grupy Wojsk Armii Radzieckiej z pobliskiego Brzegu składali przysięgi.

## Pomnik dzisiaj
22 czerwca 2017 roku pomnik został odsłonięty po remoncie, dokonanym przez Stowarzyszenie Kursk. Obecni byli rosyjscy kombatanci oraz konsul Federacji Rosyjskiej, a także dwie telewizje. W niektórych polskich środowiskach renowacja wzbudziła kontrowersje, zaś według IPN nadaje się on do usunięcia w niedalekiej przyszłości jako „symbol systemu totalitarnego”.